# Гниловка (река)
Гниловка — река в Тверской области России, приток Тросны (бассейн Западной Двины). Длина реки составляет 11 км.

## Течение
Протекает по территории Нелидовского муниципального района.
Гниловка берёт начало к югу от железной дороги Москва — Рига к западу от урочища Мирское Лядо. Течёт в восточном и юго-восточном направлении. Ширина реки в нижнем течении до 7 метров, глубина до 1 метра. Скорость течения — 0,2 м/с. Впадает в Тросну справа.
Населённых пунктов на берегу реки нет.

## Притоки
Справа Гниловка принимает два безымянных ручья. Более крупный (первый) впадает на высоте 189,9 метра над уровнем моря и имеет длину 5,3 км.